# Dobrzeń Wielki
Dobrzeń Wielki (in tedesco Groß Döbern) è un comune rurale polacco del distretto di Opole, nel voivodato di Opole.
Ricopre una superficie di 91,42 km² e nel 2006 contava 14 049 abitanti.
Il tedesco è riconosciuto e tutelato nel comune come lingua della minoranza.